# Учительница соблазняет мальчика
«Учительница соблазняет мальчика» (англ. Miss Teacher Bangs a Boy) — 10-й эпизод 10-го сезона (№ 149) сериала «Южный Парк». Премьера эпизода состоялась 18 октября 2006 года.

## Сюжет
Картмана назначают дежурным по коридорам в школе и он начинает устанавливать в них свои порядки. Он обнаруживает в коридоре скомканный лист бумаги с рисунком Айка. На нём изображена его учительница мисс Стивенсон и несколько сердечек. Картман заходит в класс детсадовцев и отдаёт мисс Стивенсон рисунок. Она просит Айка остаться после уроков, но не для того, чтобы его наказать. Она тоже испытывает к нему симпатию. Между ними начинается любовный роман, о котором случайно узнаёт Кайл. Он пытается сообщить о нём своим родителям, но Айк не даёт ему об этом сказать. Наконец Айка и мисс Стивенсон в школьном коридоре ловит Картман и отводит к директору. Мисс Стивенсон отводят в полицию, но благодаря словам о зависимости от алкоголя ей удаётся отмазаться. Она находит Айка и хочет улететь с ним в Милан. Тем временем Картман собирает команду для поимки мисс Стивенсон и узнаёт, что они с Айком ещё не вылетели и находятся в отеле рядом с аэропортом. Кайл вступает в команду Картмана и вместе они врываются в отель и находят учительницу. Сотрудники отеля не понимающие что происходит вызывают полицию. Мисс Стивенсон и Айку удаётся бежать на крышу, где Стивенсон прыгает с крыши и погибает, а Айк остаётся с братом.

## Пародии
- Эпизод базируется на реальном и излишне скандализированном случае из жизни США, когда учительница из Флориды Дебра Лафав была осуждена за любовную связь с несовершеннолетним (четырнадцатилетним) учеником[1].
- Сюжетная линия Картмана является пародией на телешоу Dog the Bounty Hunter об охотнике за головами Дуэйне Ли Чепмене[2]. В своих мемуарах Чепмен с удовольствием отозвался о пародии на себя, сказав, что «Ты знаешь, что действительно кое-чего добился, когда они упоминают тебя в своём шоу»[3].

## Отзывы
TV Squad отметил линию охотника за головами и роман Айка с учителем. И то, что это удачно сочетается с явлением, когда люди, обвинённые в правонарушениях, прибегают к защите в виде алкоголизма. IGN похвалил создателей мультсериала за нестандартные и спорные темы, поднятые в серии.